# 鈴鹿本線料金所

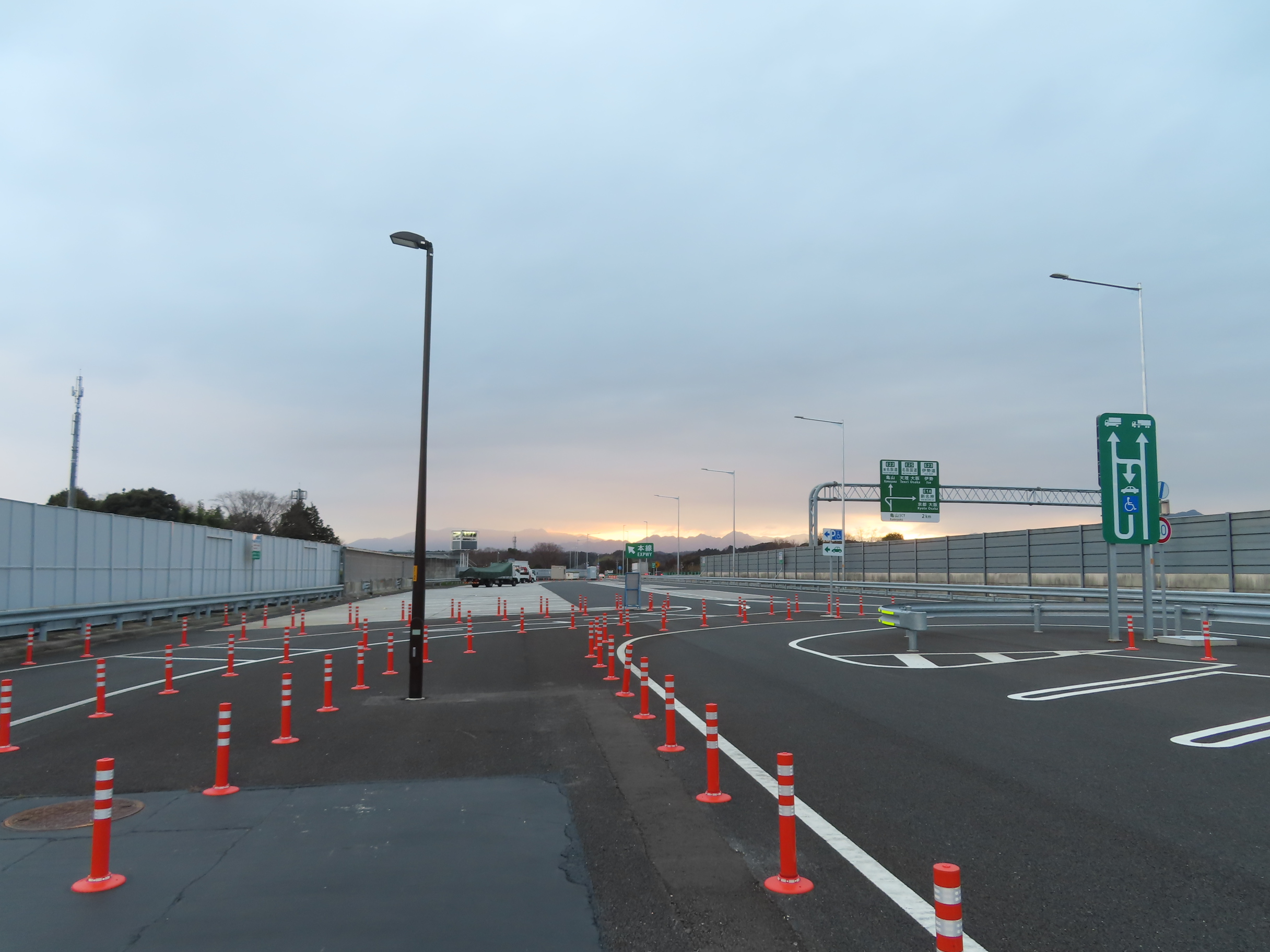
2024年時点の鈴鹿本線料金所跡地。臨時駐車場が設けられている。

鈴鹿本線料金所（すずかほんせんりょうきんじょ）は、かつて三重県鈴鹿市にあった東名阪自動車道の本線料金所である。鈴鹿バリアとも呼ばれていた。2021年7月30日以降、跡地に臨時の駐車場（休憩所）が下り線に設けられている。

## 概要
1970年4月17日、東名阪自動車道の前身である国道1号東名阪道路（一般有料道路）の開通と同時に開設された。
下り線（名阪国道 大阪・伊勢自動車道 伊勢方面）では通行料金の精算を、上り線（名古屋方面）では通行券の発券を行っていた。
しかし、東名阪自動車道と伊勢自動車道とを直結する亀山直結線が2005年3月13日に開通し、東名阪道と伊勢道が通しで利用できるようになったため、伊勢道の関本線料金所（現・伊勢関IC）とともに廃止された。本線上の施設は撤去されたが、跡地には事務所（上り線側）が残されている。
なお、代替として亀山ICに新たに料金所が設けられ、名阪国道を利用する車を含む亀山ICで流出・流入する車についてはここで通行券の発券または料金収受を行うようになった。
2021年8月に東名阪自動車道、新名神高速道路、伊勢湾岸自動車道の休憩施設（PA・SA）の駐車場拡張事業が行われることになり、工事期間は該当休憩施設の駐車場が縮小することから、その対策として下り線の料金所跡地に臨時の駐車場と仮設トイレが整備された。臨時駐車場は7月30日に完成した。

## 臨時駐車場
下り線
- 駐車場
  - 大型 22台
  - 小型 15台（うち1台は障害者専用）
- トイレ
  - 男性 1
  - 女性 1

## 隣（廃止時点）
E23 東名阪自動車道
(32) 鈴鹿IC - 鈴鹿本線料金所 - 住山BS - 亀山PA - (33) 亀山IC
廃止後、本料金所跡と住山BS間に亀山JCT（32-1 新名神高速道路亀山連絡路と接続）が建設されている。また2024年現在、住山BSは休止している。